# ريغي ماكنزي (لاعب كرة قدم أمريكية)
ريغي ماكنزي (بالإنجليزية: Reggie McKenzie)‏ هو لاعب كرة قدم أمريكية أمريكي، ولد في 8 فبراير 1963 في نوكسفيل في الولايات المتحدة.

## وصلات خارجية
- ريغي ماكنزي على موقع مرجع كرة القدم المحترفة.كوم (الإنجليزية)